# PZA Loara
A PZA Loara (PZA – Przeciwlotniczy Zestaw Artyleryjski / légvédelmi tüzérségi rendszer) lengyel önjáró légvédelmi gépágyú. Kategóriatársaihoz – a német FlakPz Gepard-hoz, a brit Marksman-hez, a japán Mitsubishi Typ 87-hez és az orosz 2K22 Tunguszkához – viszonyítva igen hasonló elrendezésű és nagy hatásfokú harceszköz.

## Története
A fegyverrendszert Lengyelországban fejlesztették ki az 1990-es évek elején. Az önjáró löveget a hazai (lengyel) fejlesztésű PT–91 „Twardy” közepes harckocsi bázisán hozták létre, a kiválasztott csöves tűzfegyver pedig 2 db – az Oerlikon Contraves (napjainkban már a Rheinmetall AG tulajdona) által kifejlesztett – gázelvételes, Oerlikon KDA típusú 35 mm-es gépágyú, amelyet egy rádiólokátor vezérlésű tűzvezető rendszer irányít. A kedvező fogadtatás és az egységes Loara-rendszerben történő fejlesztés érdekében tervbe vették a jármű rakétás változatát PZR Loara néven, de a fejlesztést később költségvonzatai és érdeklődés hiányában törölték.
A járművet csak a lengyel haderő rendszeresítette (a 2 db tesztjárművet követően 48 db-os megrendelés), de 2013-ban kivonták őket. A típus iránt India is érdeklődött, de vásárlásra nem került sor.

## Műszaki jellemzői
A Loara autonóm tűzvezető rendszerrel van ellátva, amely képes önállóan, vagy egy széles sávban szervezett légvédelmi rendszerben integráltan is tevékenykedni. A rendszernek két rádiólokátora van: az egyik egy háromdimenziós, fázisvezérelt felderítő radar a torony tetején, a másik pedig egy tűzvezető radar a torony elején. A felderítő radar 26 km-es hatótávolságú és egyidejűleg képes több mint 64 db céltárgyat azonosítani és követni. A radarrendszer képes menetben is megbízhatóan üzemelni, célfrissítése másodpercenkénti, a gépágyúk girostabilizátorokkal vannak ellátva. Ezzel a jármű menetben is nagy pontossággal tud tűzmegnyitást kezdeményezni. A rendszer részét képezi még egy lézer távolságmérő, egy-egy TV és FLIR kamera, amelyek lehetővé teszik a jármű bármely napszakbani és bármilyen időjárási körülmények közötti megbízható üzemeltetését. Képes továbbá elektronikai ellentevékenység (ECM) alkalmazására és ez ellen nagyfokú védelemmel van ellátva (ECCM). A fegyverrendszer reakcióideje képzett személyzettel 10 másodpercnél is kevesebb lehet.
A rendszer tűzkörzete földközeltől 4000 méter magasságig terjed, képes elfogni az 500 m/s-nál is gyorsabban repülő eszközöket is (akár bizonyos típusú tüzérségi lövedékeket, robotrepülőgépeket és ballisztikus rakétákat is). A légi célokon kívül leküzdhetőek vele mind szárazföldi, mint haditengerészeti könnyűpáncélzatú harceszközök 2500 méteres távolságig.

### Gépágyú
Elsődleges fegyverként az Oerlikon KD-sorozatú gépágyúinak A változatát választották ki, amely lőszereivel már több fegyverrendszerben bizonyította hatékonyságát (FlakPz Gepard, Marksman stb.). A gépágyú kétdugattyús, gázelvételes rendszerű, hevederből adogat. A csőtorkolatra egy lángterelőként is funkcionáló gyújtó-programozó egységet szereltek, amely az AHEAD-lövedék gyújtószerkezetét állítja be a céltávolságnak megfelelő időzítési értékre, miközben az forogva átrepül a szerkezeten. A tűzütem változtatható, de a fegyver tartósan 550 lövést képes percenként leadni. Tűznemek: folyamatos tüzelés (550 lövés/perc), gyorstüzelés (tűzcsapás), egyes lövés.

### Lőszerek és lövedékeik
A gépágyúkhoz rendszeresített 35 × 228 mm NATO lőszer egységesített, a STANAG-rendszerbe bevezetett lőszertípus, tehát az összes, ilyen típusú lőszer alkalmazható a fegyverből.
Alkalmazott lövedékek:
- HEI/HEI–T – romboló–gyújtó és -fényjelzős lövedék (High Explosive Incendiary/–Tracer)
- SAPHEI/SAPHEI–T – részben páncéltörő romboló–gyújtó és -fényjelzős lövedék (Semi-Armour Piercing High Explosive Incendiary/–Tracer)
- FAPDS – fokozott repeszhatású leváló köpenyes (űrméret alatti) páncéltörő lövedék (Frangible Armour Piercing Discarding Sabot)[8]
- AHEAD – robotrepülőgép- és rakétaromboló lövedék 152 db volfrámból készült, repeszhatást növelő résztöltettel (hengerrel) szerelve (Advanced Hit Efficiency and Destruction)
- TP/TP–T – gyakorló és -fényjelzős lövedék (Target Practice/–Tracer)
- TPT–SR – gyakorló fényjelzős lövedék kis lőtávolságra (Target Practise Tracer–Short Range)[9]

## Rendszeresítő országok
- Lengyelország  –  Néhány prototípust használt a lengyel hadsereg. 2013-ban kivonták őket.

## Díjak
A 2004-es Kielcében tartott International Defence Industry Show-n két díjat nyert a Loara:
- Defender 2004
- Grand Prix 2004

### Külső hivatkozások
- CNPEP RADWAR SA – gyártó honlapja
- militarium.net – lengyel nyelvű típusleírás
- Huta Stalowa Wola (HSW), a gépágyú lengyel gyártója – angol nyelvű
- 35 mm x 228 HEI – Rheinmetall – német nyelvű
- 35 mm x 228 HEI–T – Rheinmetall – német nyelvű
- 35 mm x 228 AHEAD – Rheinmetall – német nyelvű
- 35 mm x 228 Brake Up – Rheinmetall – gyakorló lövedékkel szerelt lőszer – német nyelvű
- 35 mm x 228 TP–T – Rheinmetall – német nyelvű
- az AHEAD lövedékekről – Defense Update – angol nyelvű
- 35×228 mm NATO a munition.org-on – spanyol nyelvű